# Desa Bangli
Desa Bangli är en administrativ by i Indonesien.   Den ligger i provinsen Provinsi Bali, i den sydvästra delen av landet, 900 km öster om huvudstaden Jakarta. Desa Bangli ligger på ön Bali.
Terrängen i Desa Bangli är kuperad åt sydost, men åt nordväst är den bergig.